# 메모리즈 (2019년 4월 영화)
"메모리즈"는 2019년에 개봉한 대한민국의 영화이다.

## 캐스팅
- 이선구 : 민호 역
- 한주영 : 정연 역
- 문영동 : 상진 역
- 신성균 : 상민 역
- 안민영 : 선희 역
- 김민혁 :  진영 역
- 이승용 : 태경 역
- 김도연 : 지수 역
- 이미지 : 여순 역 (우정출연)
- 고원 : 은지 역 (우정출연)
- 박종환 : 과장님 역 (우정출연)
- 안병화 : 직원 1 역 (우정출연)
- 홍가 : 직원 2 역 (우정출연)